# Arzachena
Arzachena är en ort och kommun i provinsen Sassari i regionen Sardinien i Italien. Kommunen hade 13 756 invånare (2017).